# Ballade des dames du temps jadis
La Ballade des dames du temps jadis ("Balada de las damas de antaño") es un poema compuesto por François Villon que conmemora a mujeres célebres de la historia y la mitología. También es un ejemplo prominente del tema "Ubi sunt?". Forma parte de su obra mayor, el Grand Testament.
Villon llamó a esta sección Ballade. El título des dames du temps jadis fue incorporado por Clément Marot en su edición de 1533 de los poemas de Villon.

## Traducciones y adaptaciones
Particularmente célebre fue el estribillo interrogativo, Mais où sont les neiges d'antan? (Mas, ¿dónde están las nieves de antaño?) y sobre todo su traducción en inglés por Rossetti como "Where are the snows of yesteryear?". Para sustituir la palabra francesa antan, Rosetti acuñó la palabra yesteryear (antaño) a partir de yesterday (ayer), donde sustituyó day (día) por year (año). Aunque antan, al igual que su cognado español antaño, originalmente significaba «el año pasado», acabó tomando un significado más amplio de «en tiempos pasados».
El estribillo se retomó en la amarga e irónica "Nannas Lied" de Bertolt Brecht y Kurt Weill que expresa la memoria a corto plazo de una prostituta curtida y endurecida, en el estribillo
Wo sind die Tränen von gestern abend?

Wo ist der Schnee vom vergangenen Jahr?
¿Dónde están las lágrimas de ayer por la tarde?

¿Dónde están las nieves de antaño?
La balada fue adaptada a una canción (con la letra original en francés medio) por el cantautor francés Georges Brassens y por el compositor checo Petr Eben, en el ciclo Sestero piesní milostnych (1951).

## Letra
| Dictes moy où, n'en quel pays,       |  |  | Decidme, dónde, en qué país                         |
| Est Flora, la belle Romaine;         |  |  | está Flora, la bella romana;                        |
| Archipiada, ne Thaïs,                |  |  | Archipiada (pos. Alcibíades), y Thaís               |
| Qui fut sa cousine germaine;         |  |  | quien fue su prima hermana;                         |
| Echo, parlant quand bruyt on maine   |  |  | Eco, que hablas cuando el ruido mana                |
| Dessus rivière ou sus están,         |  |  | sobre el río o en el estanque,                      |
| Qui beaulté ot trop plus qu'humaine? |  |  | ¿quién tuvo belleza más en demasía que humana?      |
| Mais où sont les neiges d'antan!     |  |  | ¡Mas dónde están las nieves de antaño!              |
|                                      |  |  |                                                     |
| Où est la très sage Helloïs,         |  |  | ¿Dónde está la muy sabia Eloísa,                    |
| Pour qui fut chastré et puis moyne   |  |  | por quien fue castrado y después monje,             |
| Pierre Esbaillart à Saint-Denis?     |  |  | Pedro Abelardo en Saint-Denis?                      |
| Pour son amour ot cest essoyne.      |  |  | Por su amor tuvo esta desgracia.                    |
| Semblablement, où est la royne       |  |  | Igualmente, ¿dónde está la reina (Juana de Navarra) |
| Qui commanda que Buridan             |  |  | que mandó que Buridán                               |
| Fust gecté en ung sac en Saine?      |  |  | fuese tirado en un saco al Sena?                    |
| Mais où sont les neiges d'antan!     |  |  | ¡Mas dónde están las nieves de antaño!              |
|                                      |  |  |                                                     |
| La royne Blanche comme lis,          |  |  | La reina Blanca como el lirio,                      |
| Qui chantoit à voix de seraine;      |  |  | que cantaba con voz de sirena;                      |
| Berte au grant pie, Bietris, Allis;  |  |  | Berta, la del pie grande, Beatriz, Alix;            |
| Haremburgis qui tint le Maine,       |  |  | Aremburga quien tuvo el Maine,                      |
| Et Jehanne, la bonne Lorraine,       |  |  | y Juana, la buena lorena                            |
| Qu'Englois brulerent à Rouan;        |  |  | a quien los ingleses quemaron en Ruan;              |
| Où sont elles, Vierge souvraine?     |  |  | ¿dónde están, Virgen soberana?                      |
| Mais où sont les neiges d'antan!     |  |  | ¡Mas dónde están las nieves de antaño!              |
|                                      |  |  |                                                     |
| Prince, n'enquerez de sepmaine       |  |  | Príncipe, no averiguaréis en una semana             |
| Où elles sont, ne de cest an,        |  |  | dónde están, ni en todo el año,                     |
| Qu'à ce reffrain ne vous remaine:    |  |  | que a este estribillo no os lleve:                  |
| Mais où sont les neiges d'antan!     |  |  | ¡Mas dónde están las nieves de antaño!              |